# Ілгварс Клява
Ілгварс Клява (латис. Ilgvars Kļava 19 травня 1964) — латвійський дипломат. Надзвичайний та Повноважний Посол Латвійської Республіки в Україні (з 2021).

## Життєпис
Народився 19 травня 1964 року в Яунпіебалзі, Латвія. У 1989 році закінчив факультет історії та філософії Латвійського Університету, Рига. Додатково проходив професійне навчання: навчальний курс «Політика міжнародної безпеки та управління озброєнням» для співробітників Міністерств закордонних справ та Міністерств оборони, аспірантура Женевського Інституту міжнародних досліджень; семінар «Управління інцидентами» (1991), Урядова антитерористична група США; семінар «Управління під час змін і розвитку», організований Шведською консалтинговою компанією OMNIA у Ризькій Школі державного управління; курси німецької мови, Інститут Goethe у Ризі, Мюнхені та Дюссельдорфі. Володіє англійською, російською та німецькою мовами.
На дипломатичній службі Латвійської Республіки працював в Посольстві Латвійської Республіки в Австрії з 1994 року; Був членом Делегація Латвії в ОБСЄ, Відень; Директором Першого департаменту багатосторонніх відносин, Міністерство закордонних справ Латвії; Заступником Голови місії Делегації Латвії у НАТО; Директором Департаменту політики безпеки Міністерства закордонних справ Латвії; Політичним директором Міністерства закордонних справ Латвії (2004—2007); Заступником Державного секретаря Другого політичного відділу (Політика безпеки та міжнародні організації) Міністерства закордонних справ Латвії (2004—2008).
Був Надзвичайним і Повноважним Послом Латвійської Республіки у Німеччині (2008—2013); у Кувейті (з резиденцією у Берліні) (2011—2013); Надзвичайним і Повноважним Послом Латвійської Республіки у Польщі (2013—2017); в Румунії (з резиденцією у Варшаві) (2014—2017); у Болгарії (з резиденцією у Варшаві) (2014—2017);
Працював Генеральним директором — Директорату двосторонніх відносин Міністерства закордонних справ Латвії;
3 вересня 2021 року — призначений Указом Президента Латвії Егілс Левітсом послом Латвійської Республіки в Україні
30 вересня 2021 року — вручив копії вірчих грамот Заступнику міністра закордонних справ України Василю Боднарю.
1 жовтня 2021 року — вручив вірчі грамоти Президенту України Володимиру Зеленському

## Нагороди та відзнаки
- Відзнака Кабінету Міністрів Латвійської Республіки (2007);
- Великий офіцер Ордену Вієстурса (ІІ ступінь) Латвійської Республіки (2004);
- Відзнака Міністерства закордонних справ Латвійської Республіки;
- Орден за заслуги перед Федеративною Республікою Німеччина (Großes Verdienstkreuz);
- Командор Ордену Хреста за заслуги перед Республікою Польща (Krzyż Komandorski Orderu Zasługi Rzeczypospolitej Polskiej).